# Кам'яниця Вільчківська
Кам'яниця Вільчківська — житловий будинок на площі Ринок, 38 у Львові.

## Історія
Кам'яниця Вільчківська зведена у XVII столітті. Декілька років тому будинок об'єднали з будинком № 37 та створили оглядовий зал Будинку моделей. Під час реставрації в підвалах були відкриті чудові розписи. Над дверима з'явилася емблема цеху кравців — ножиці.

## Архітектура
Житловий будинок, XVII століття. Перебудований у XIX столітті.
Цегляний, витягнутий в плані, триповерховий. У першому поверсі частково збереглися склепіння. Фасад із трьома асиметрично розташованими вікнами характерний для середньовічних кам'яниць. Його сувору простоту підкреслюють канельовані іонічні пілястри, що обрамляють вікна верхнього поверху та ритмічний арковий фриз, який завершує будівлю.